# Cioponești
Cioponești – wieś w Rumunii, w okręgu Vâlcea, w gminie Stănești. W 2011 roku liczyła 186 mieszkańców.